# Takāb (kommunhuvudort i Iran)
Takāb (persiska: تکاب) är en kommunhuvudort i Iran.   Den ligger i provinsen Västazarbaijan, i den nordvästra delen av landet, 400 km väster om huvudstaden Teheran. Takāb ligger 1 798 meter över havet och antalet invånare är 51 541.
Terrängen runt Takāb är kuperad åt sydost, men åt nordväst är den platt. Takāb ligger nere i en dal.Runt Takāb är det ganska tätbefolkat, med 70 invånare per kvadratkilometer. Takāb är det största samhället i trakten. Trakten runt Takāb består i huvudsak av gräsmarker.